# Pontyfik
Pontyfik (od łac. pontifex, dosł. budowniczy mostów) – w starożytnym Rzymie członek najwyższego kolegium kapłanów czuwającego nad formalną stroną kultu religijnego i związanych z nimi aktów państwowych.
Pontyfikowie sporządzali kalendarz, wyznaczali daty świąt i terminy procesowe dies fasti). W skład kolegium wchodzili m.in. flamenowie i westalki. Przewodniczył im Pontifex Maximus. Mieli oni „budować mosty”, czyli łączyć to, co ziemskie z tym, co boskie. 
Termin pontifex maximus został potem przeniesiony na cesarzy rzymskich, a jeszcze później na papieży (przechodząc też do współczesnych języków, np. ang. pontiff). Od tego terminu pochodzi pontyfikat, czyli okres sprawowania urzędu przez papieża.